# Deroplatys lobata
Espèce
Synonymes
Choeradodis lobata Guérin-Méneville, 1838
Deroplatys rhombica De Haan, 1842 
Deroplatys brunneri Kirby, 1904
Deroplatys lobata est une espèce d'Insectes de la famille des Deroplatyidae (ordre des Mantodea).

## Répartition
Cette espèce se rencontre en Asie. Elle est présente en Thaïlande, en Malaisie (continentale et Bornéo), à Singapour, en Indonésie (Bornéo et Java) et aux Philippines (Palawan).

## Biotope
Comme les autres espèces du genre Deroplatys, Deroplatys lobata s’observe dans les forêts tropicales primaires et secondaires et dans un biotope naturellement chaud et humide. Elle se rencontre sur les troncs d’arbres, les branches et les feuilles mortes, les arbustes, à proximité du sol et sur la litière.

## Description

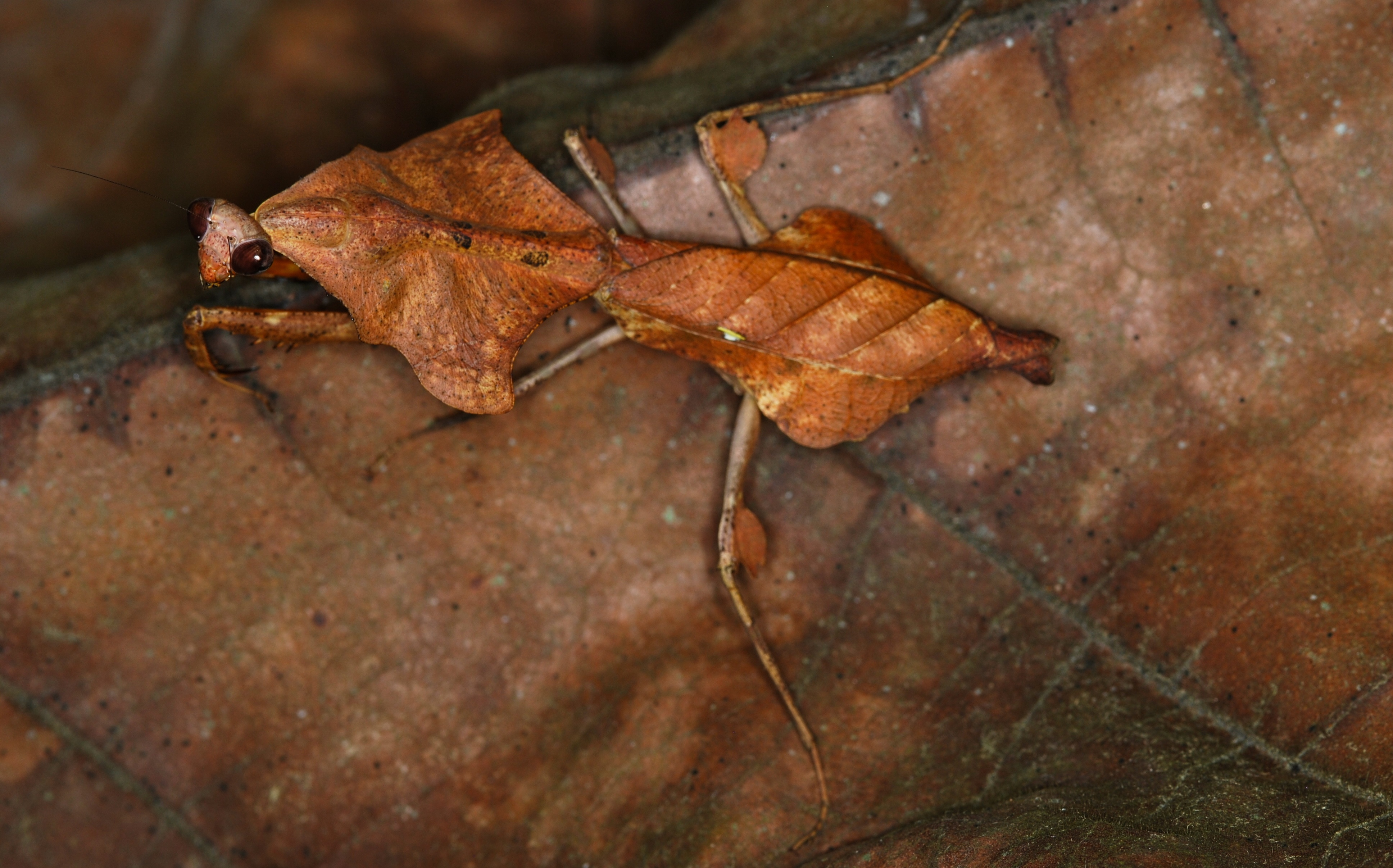

Deroplatys lobata présente une coloration à base de grisâtres avec du marron et une forme de feuille morte,.
Cet insecte mesure de 40 à 55 mm de long pour une envergure de 68 à 70 mm chez le mâle et 58 à 72 mm de long pour 64 à 75 mm d'envergure pour la femelle. 
La tête est triangulaire transversale et aplatie en avant. Les antennes sont filiformes et minces. 
Le prothorax, renflé en avant et caréné au milieu, est presque aussi long que les élytres. Il présente de chaque côté une large dilatation trapézoïdale dont la plus grande largeur est localisée au tiers
postérieur du corselet. Il a les bords antérieurs sinués et le postérieur assez profondément échancré. 

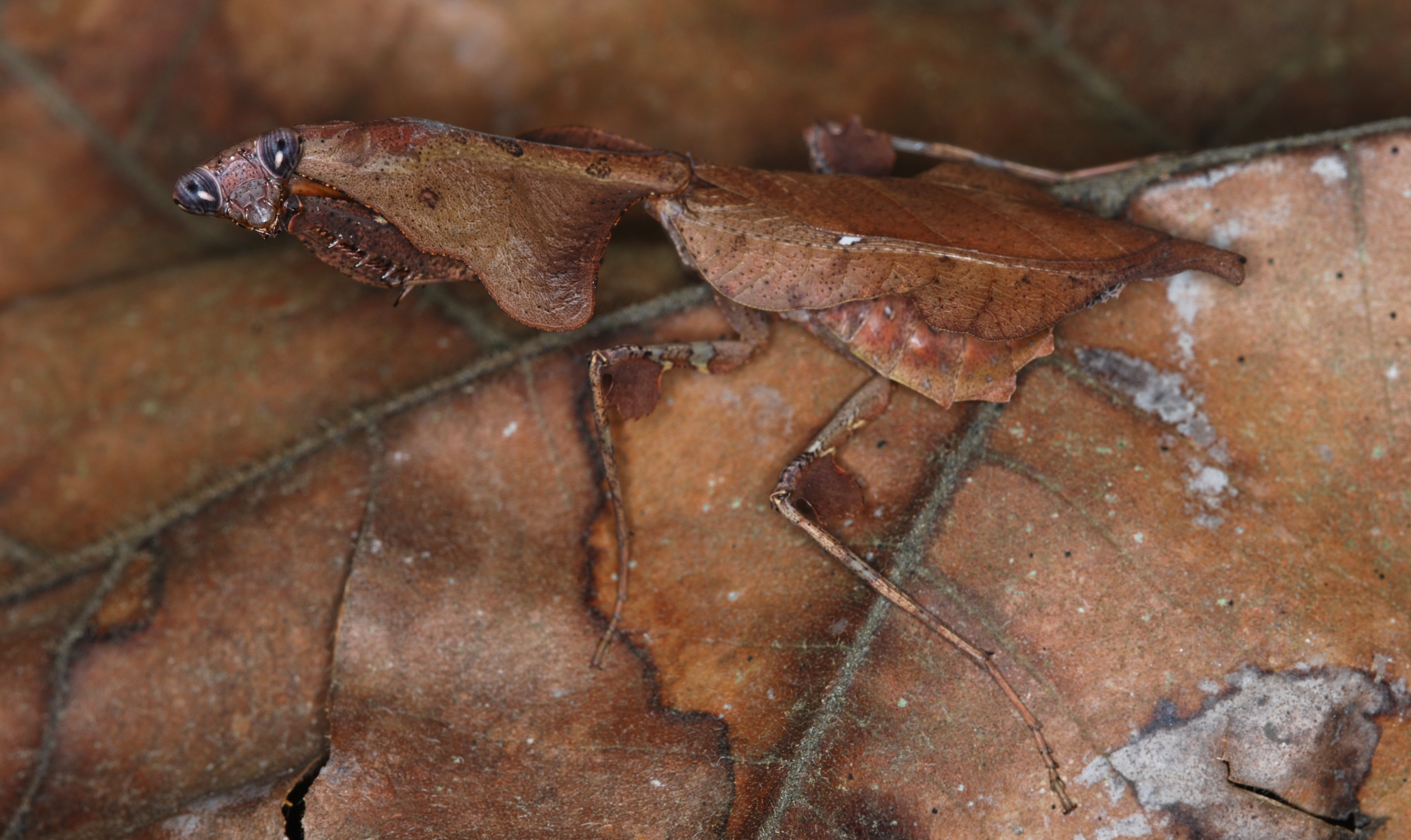

Les élytres sont allongées avec une marge antérieure sinuée presque aussi large que la postérieure et brusquement penchée sur les côtés. Chaque élytre arbore, sur le côté et un peu au delà du milieu et antérieurement, une petite tache blanche en forme de rein. Les ailes sont un peu plus longues que les élytres. Leur bord antérieur est large et noir avec une bande transverse blanchâtre vers le bout et l'extrémité brune comme les élytres. La partie plissée est également noire mais elle est traversée par un grand nombre de petites stries blanches. 

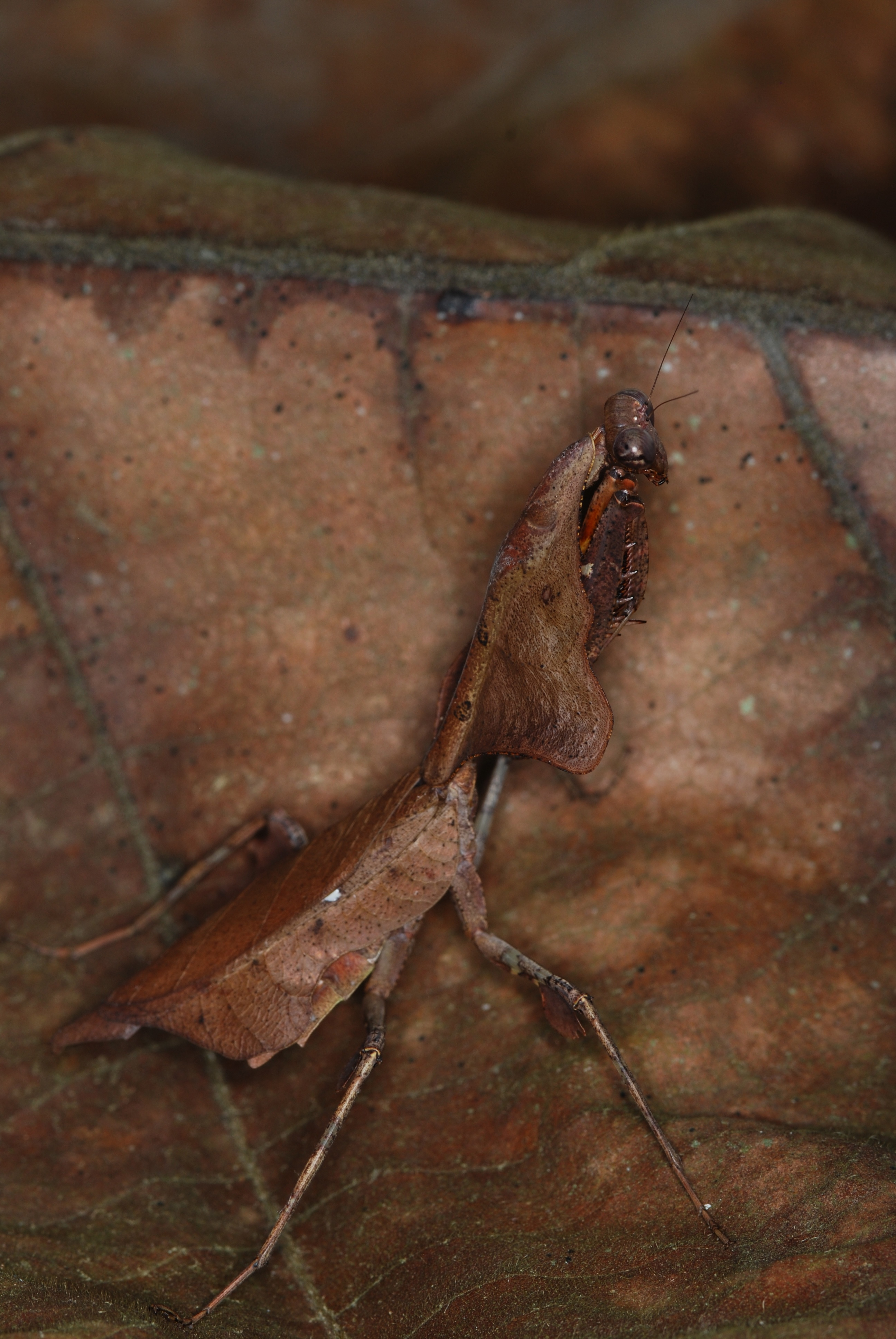

L’abdomen est brun et très élargi au milieu avec des segments bordés de noirâtre. Il est pointu en arrière. 
Les pattes antérieures sont brunes en dessus et oranges en dessous des coxas et jaunâtres en dessous des fémurs. Elles présentent une grande tache noire au milieu de la face interne des fémurs. Les hanches, les fémurs et le tibia sont fortement dentés. La face interne porte des zébrures orangées. Une zone noire peu tendue et réduite à une petite tache noire chez le mâle est présente près des épines. Les épines marginales du coxa sont blanches. Les quatre autres pattes sont brunes et carénées avec les fémurs garnis au bout et en dedans d’une large membrane plate et dentée sur les bords (chez la femelle).

### Dimorphisme sexuel

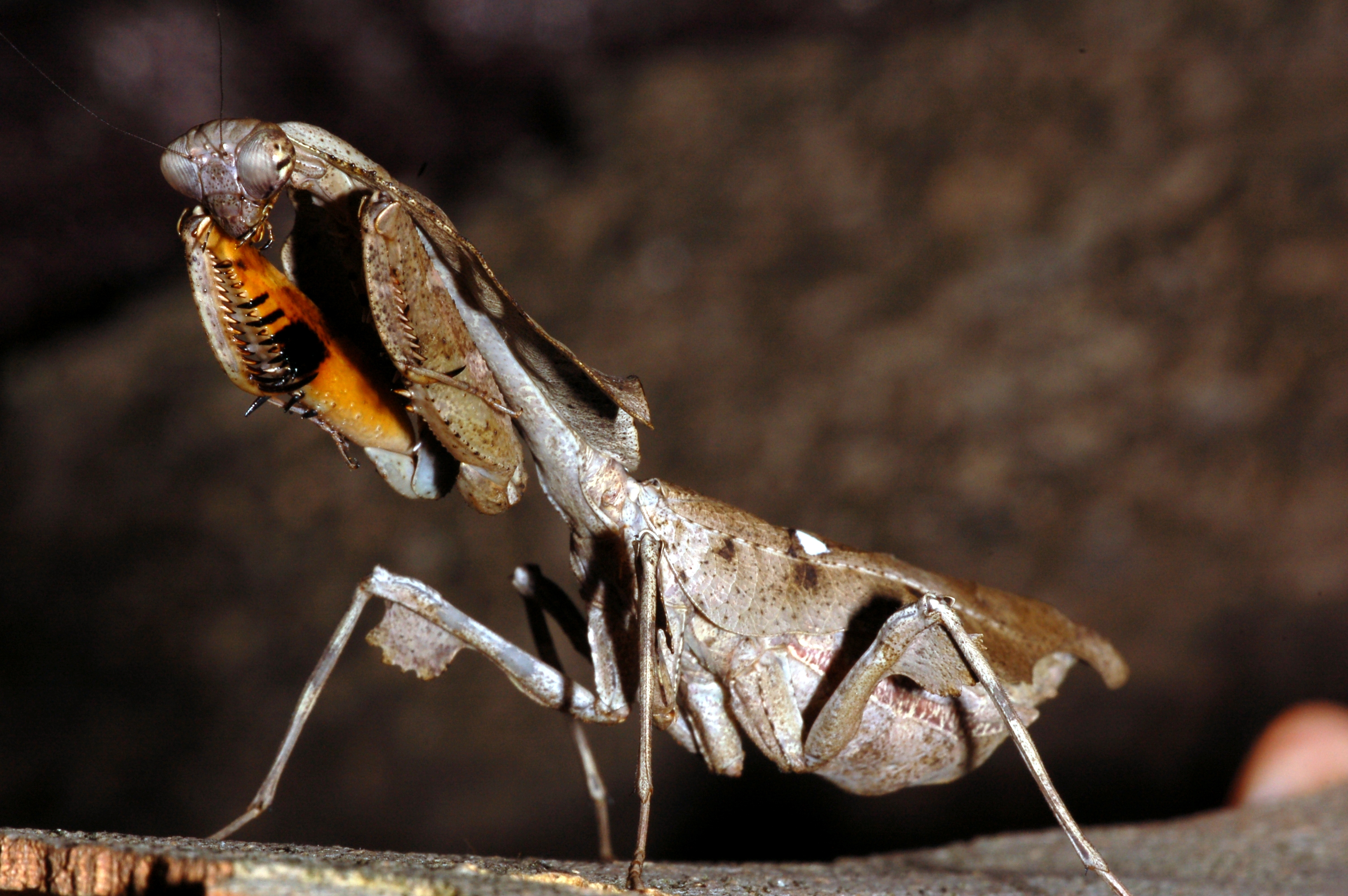

Chez la femelle, l’aire costale des élytres est plus ou moins marron-jaune, orangée en vue ventrale avec la partie inférieure rosâtre. Les zones roses sont tachetées de quatre taches noires réparties sur toute l’aile. Les élytres semblent découpés sur le champ costal avec une zone proche de l’apex qui s’élargit fortement. L’apex est pointu. Les 3/5e des ailes postérieures sont noirs dans le champ costal avec une large tache blanche suivie d’une coloration brune. Les aires anales et discoïdales sont noires avec des nervures blanches et la zone marginale est plus ou moins gris blanchâtre. L’apex de l’aile membraneuse s’affine en forme de faucille.  

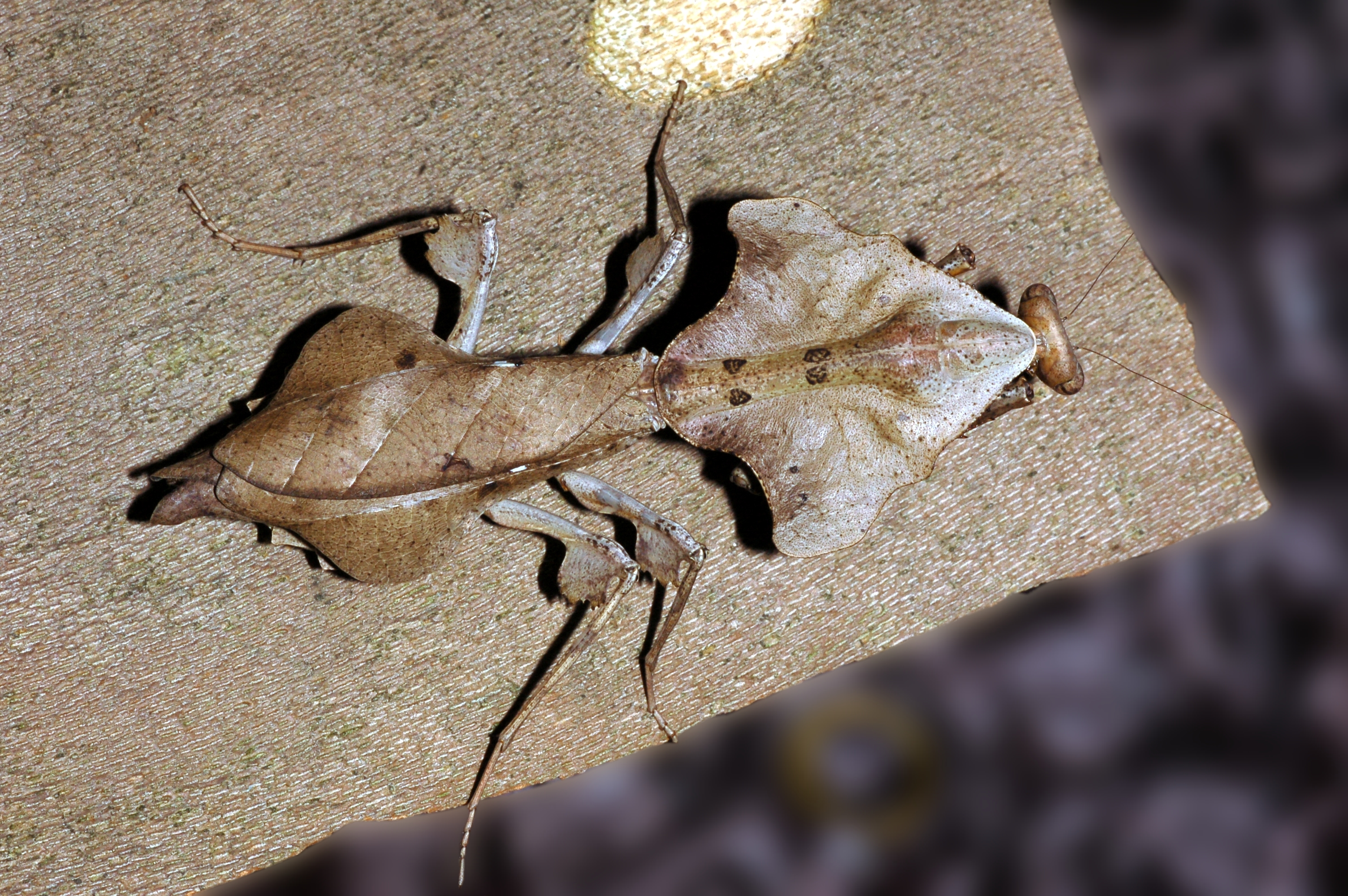

Chez le mâle, l’aire costale des élytres est marron clair, zébrée de brun. L’aire inférieure des élytres est marron et est éclaircie sur la partie inférieure par de larges taches claires. Les ailes membraneuses sont semblables à celles de la  femelle avec seulement l’apex et les aires anales discoïdale assombris. Une zone blanchâtre est présente sur les 4/5e de l’aile depuis la marge de l’aire anale jusqu’à l’aire discoïdale.

## Éthologie

### Reproduction[Note 1]
Le mâle est sexuellement mâture entre 14 et 21 jours après la dernière mue contre 17 à 31 jours pour la femelle.
Lors de l'accouplement, le mâle est généralement assez entreprenant et s'il s’approche prudemment de la femelle en remuant ses antennes, il finit par lui sauter littéralement dessus. L’accouplement dure de 7  à 15 heures. Le mâle reste un ou deux jours au maximum sur la femelle et ce, y compris après la copulation. Ensuite, il s’enfuit en sautant brusquement du dos de la femelle. 
La ponte de la première oothèque survient entre 22 et 35 jours après l'accouplement et les suivantes sont pondues après des intervalles variant entre 18 et 44 jours. Les femelles produisent normalement de 3 à 5, voire 6, oothèques de 12 à 20 mm de large et de 18 à 31 mm de long qui sont pondues en général sur une branche.
La femelle peut veiller son oothèque en restant posée dessus ou en se postant à proximité jusqu’au moment des naissances. Pendant cette période, elle se nourrit de proies présentes à proximité et protège sa  descendance des prédateurs comme les fourmis ou des parasitoïdes comme les Chalcidiens ou certains Diptères.

### Cycle de vie[Note 2]
Chez Deroplatys lobata, chaque oothèque donne naissance à 40 à 88 jeunes après 32 à 68 jours d'incubation. Tous les jeunes naissent en deux jours et effectuent leur première mue peu après leur sortie de l’oothèque. Au premier stade larvaire, les jeunes qui ne ressemblent guère aux adultes mesurent de 4 à 5 mm. Les larves ne possèdent pas le large pronotum des adultes et sont marron rouge avec une tête noire et une partie des pattes noires. Au stade 2, le pronotum commence à s’élargir et sa croissance se poursuit ainsi au fur et à mesure des mues jusqu’au stade adulte. Deux à trois jours avant la mue, les mantes cessent de se nourrir. Puis elles se suspendent généralement la tête en bas pour effectuer leur exuviation. La vieille cuticule se fend pour qu’elles puissent s’en extirper et elles font ensuite sécher leur exosquelette. Elles mangent de nouveau normalement au bout d’un jour ou deux.
Cette mante peut muer toutes les unes à deux semaines puis toutes les trois ou quatre semaines au début de la croissance post-embryonnaire. Cet intervalle devient plus important au fur et à mesure de la croissance et plus encore lors des derniers stades. Le stade subadulte dure parfois beaucoup plus longtemps et souvent largement plus d’un mois. La durée de la croissance post-embryonnaire de Deroplatys lobata est de 110 à 178 jours pour le mâle avec de 6 à 8 mues et de 146 à 244 jours pour la femelle avec de 7 à 9 mues. La durée de vie de Deroplatys lobata est de 82 à 195 jours chez le mâle et de 200 à 310 jours chez la femelle.

### Mécanismes de défense

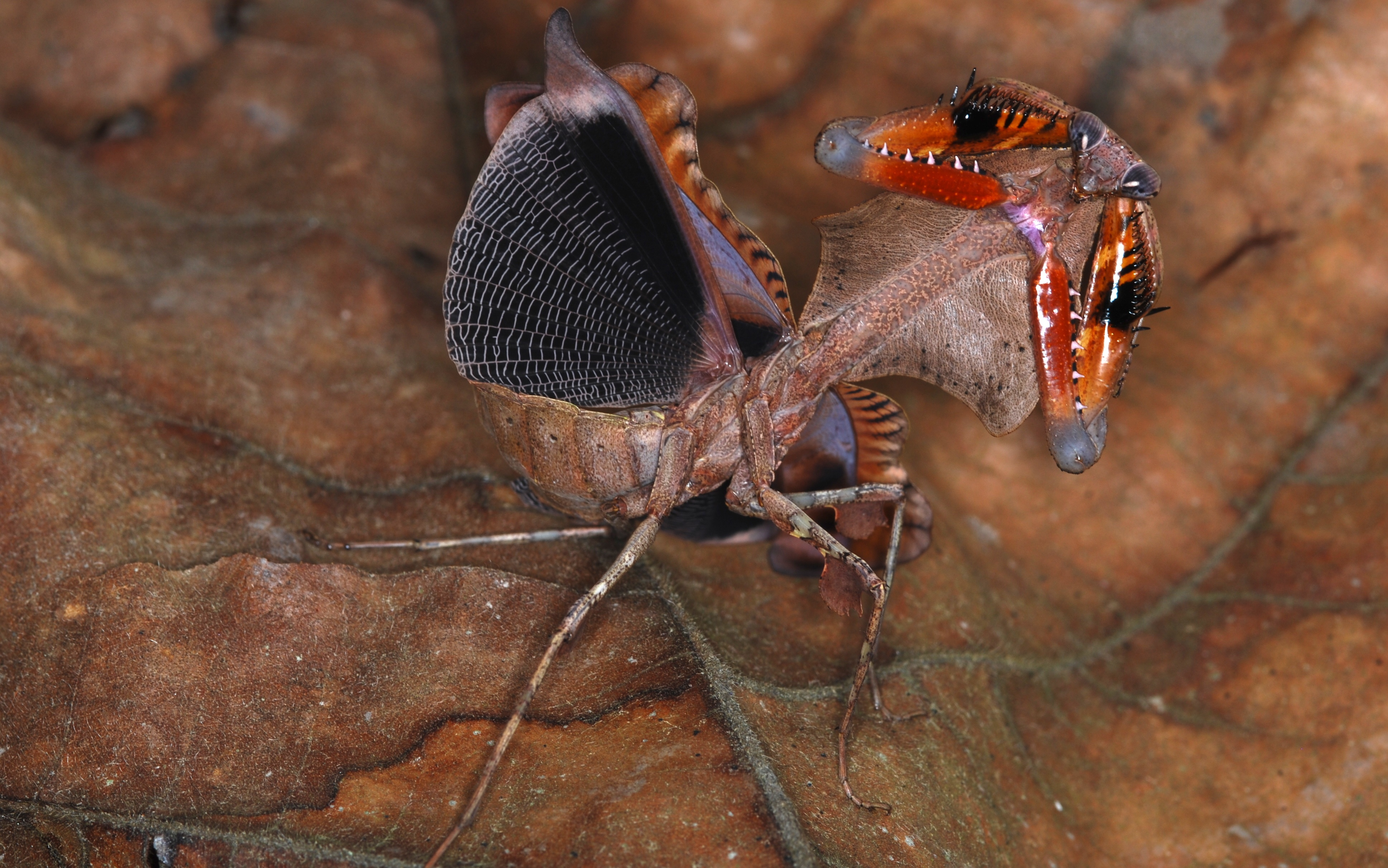
Parade déimatique

Cette espèce a une coloration et une forme de feuille morte qui lui permet de se camoufler par simple immobilisme.  

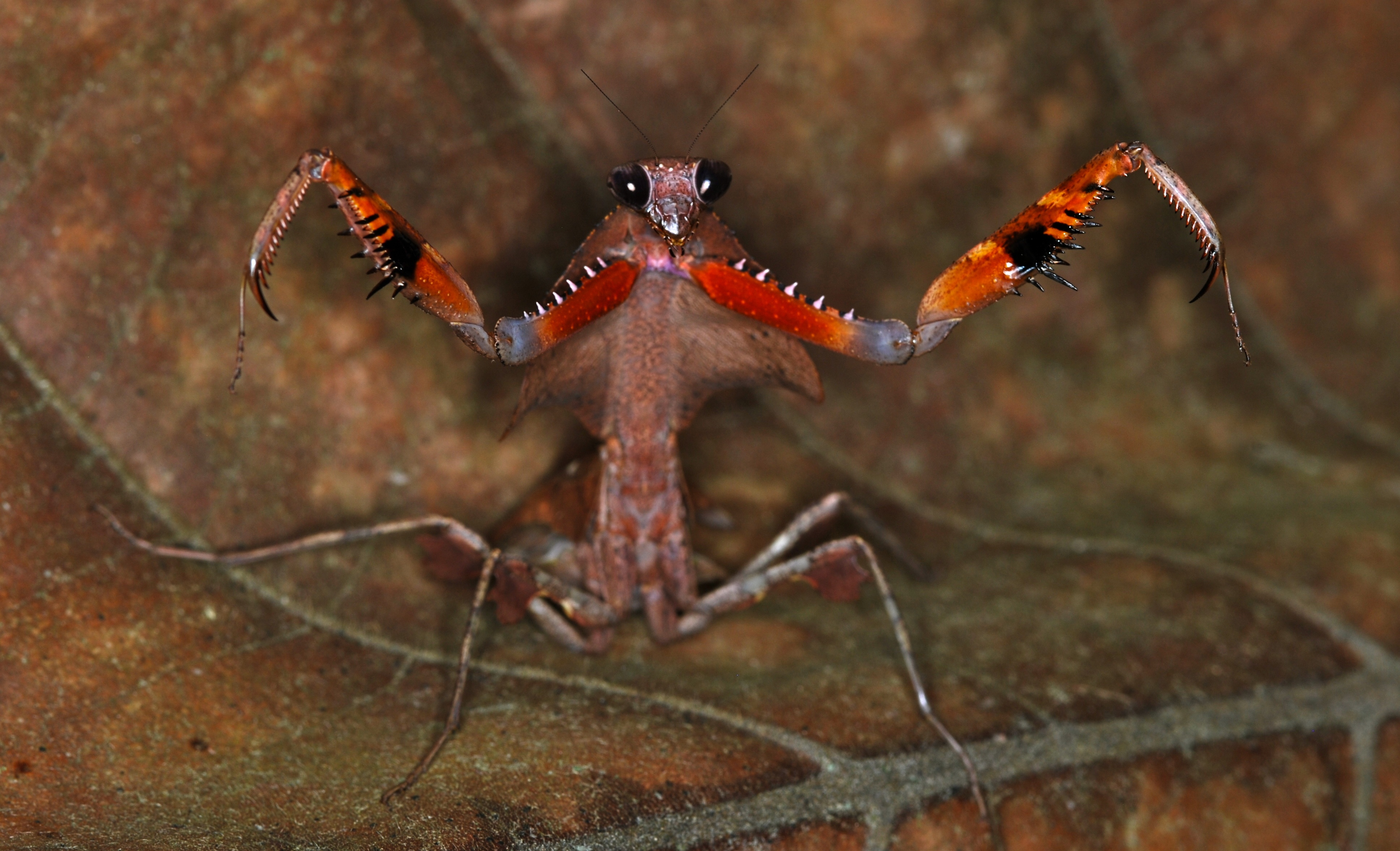

Face à un danger potentiel elle peut feindre la mort (état de thanatose) et se laisser tomber au sol. La mante se retrouve alors sur le dos avec les pattes repliées contre le corps et reste ainsi un certain temps. Puis, elle se redresse brusquement et se met à courir ou même à sautiller avec des sortes de culbutes de façon à complexifier une capture éventuelle. 

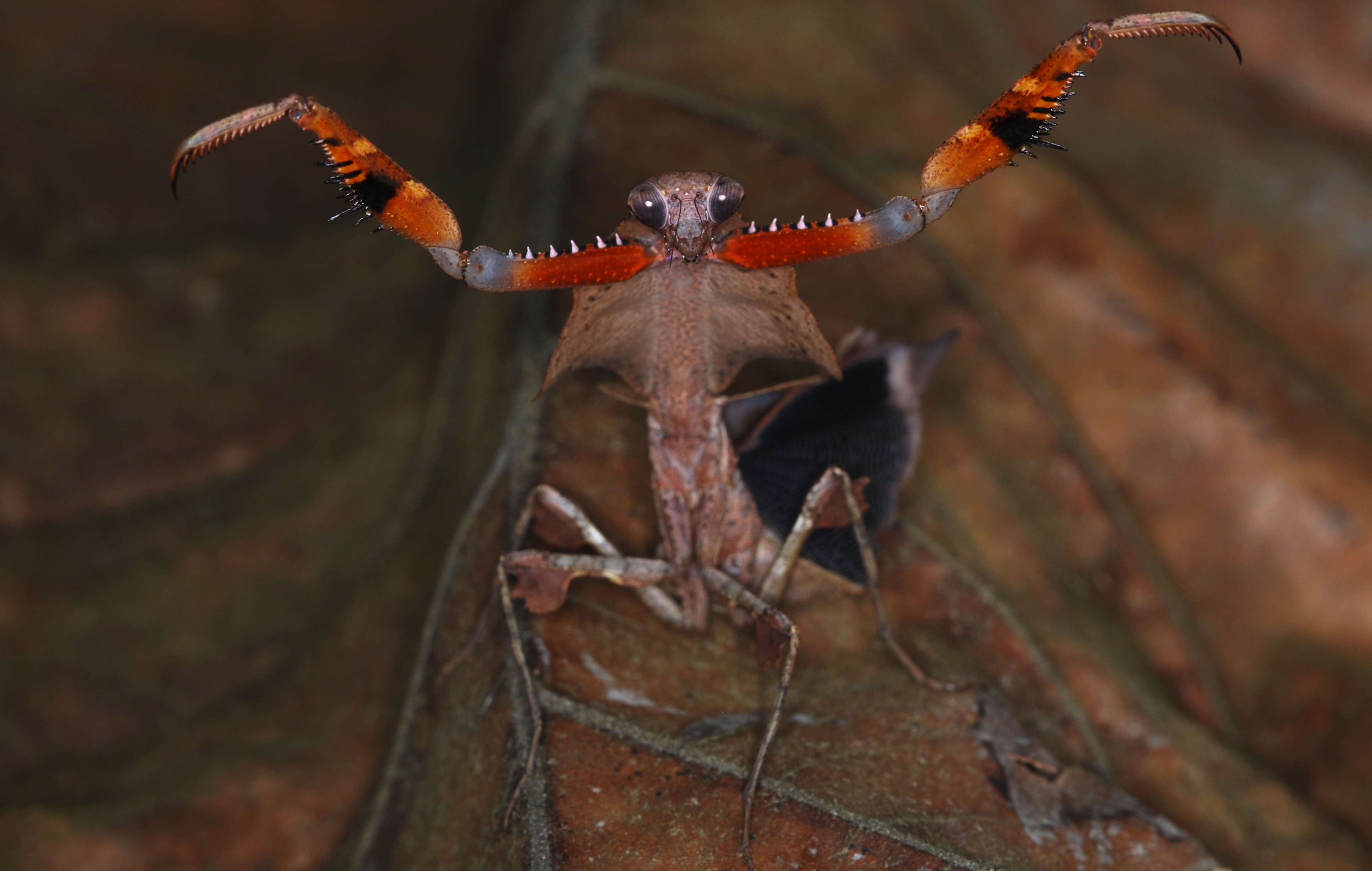

Si elle se sent menacée, Deroplatys lobata, comme toutes les espèces du genre, peut déployer ses ailes et ses pattes ravisseuses afin de paraître plus grande et plus imposante. Cette manœuvre d'intimidation ou parade déimatique consiste à découvrir les colorations vives des ailes et des pattes (mimétisme  ostensible).

## Systématique
L'espèce Deroplatys lobata a été décrite en 1838 par l'entomologiste français Félix Édouard Guérin-Méneville sous le protonyme Choeradodis lobata. Son nom valide complet (avec auteur) est « Deroplatys lobata Guerin-Meneville, 1838 ».

### Publication originale
- Guérin-Méneville, F.-E. 1838. Magasin de Zoologie, Journal. 8e année, Paris, Arthus Bertrand, Editeur. (p. 69 - Pl. 234)

## Deroplatys lobataet l'Homme
Bien que Deroplatys lobata soit une espèce répandue, la destruction de son biotope la menace sévèrement.
Cette espèce fait l'objet d'élevages.